# Mariane Roberta de Carvalho
Mariane Roberta de Carvalho, detta Nany (Araraquara, 6 marzo 1997), è una cestista brasiliana.

## Carriera
Con il Brasile ha disputato i Campionati americani del 2021.